# Environnement en Irak
L'environnement en Irak est l'environnement (ensemble des éléments - biotiques ou abiotiques - qui entourent un individu ou une espèce et dont certains contribuent directement à subvenir à ses besoins) du pays Irak.
Les déserts rocheux couvrent environ 40 % de l'Irak. Traversé par deux grands fleuves, 30 % du territoire est montagneux. Les sécheresses et canicules menacent notamment les Marais de Mésopotamie, classés au patrimoine mondial de l’Unesco.
L’Irak détient les quatrièmes plus grandes réserves de pétrole.

## La biodiversité en Irak

### Milieux

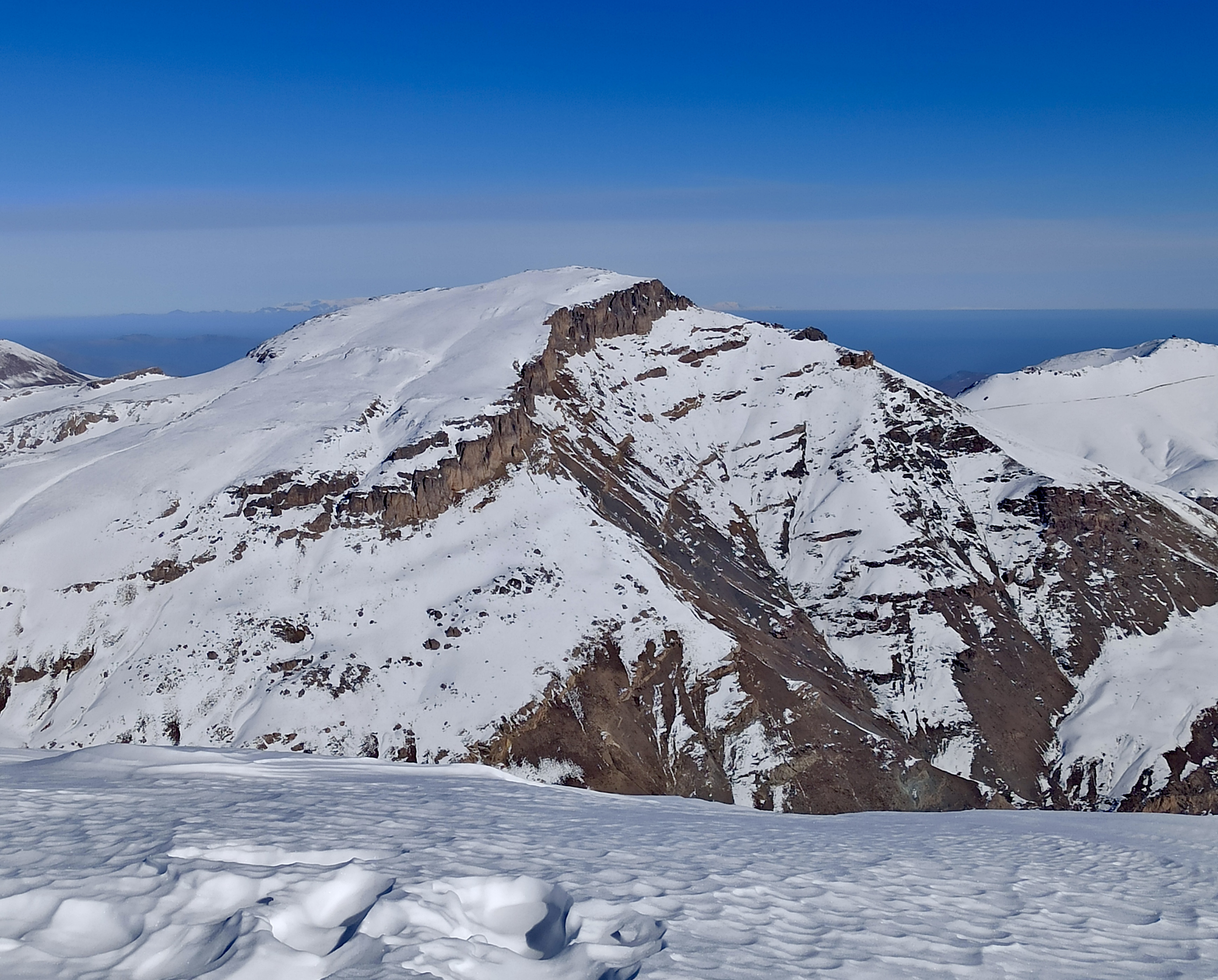
Cheekha Dar, 3611 m, point culminant de l'Irak

S'étendant sur 437 072 km2, c'est le 58e plus grand pays du monde. 
L'Irak a un littoral mesurant 58 km sur le nord du golfe Persique. Deux grands fleuves, le Tigre et l'Euphrate, coulent vers le sud à travers l'Irak et dans le Chatt-el-Arab, puis le golfe Persique. Flanquant cet estuaire se trouvent des marais, semi-agricoles. Beaucoup ont été drainés dans les années 1990. Entre les deux fleuves principaux se trouvent des plaines alluviales fertiles. La partie centrale du sud, qui s'amincit légèrement au profit des autres pays, est couverte d'une végétation naturelle marécageuse mélangée à des rizières et elle est humide, par rapport au reste des plaines.
L'Irak occupe l'extrémité nord-ouest de la chaîne de montagnes Zagros et la partie orientale du désert syrien.
Les déserts rocheux couvrent environ 40 % de l'Irak. 30 % du territoire est montagneux avec des hivers très froids. Le nord du pays est majoritairement composé de montagnes ; le point culminant étant à 3 611 m, connu localement sous le nom de Cheekah Dar (tente noire).
L'Irak abrite sept écorégions terrestres : la steppe forestière des monts Zagros, la steppe du Moyen-Orient, les marais mésopotamiens, les forêts de conifères, de sclérophylles et de feuillus de la Méditerranée orientale, le désert d'Arabie, le désert d'arbustes mésopotamiens et le désert et le semi-désert nubo-sindien du sud de l'Iran.

### Aires protégées
Nature Iraq, un important groupe environnemental local, a identifié, en 2018, 82 zones clés pour la biodiversité (ZCB).
En 2018, 1.54 % de l'Irak est techniquement classé comme « protégé », selon Protected Planet, un programme des Nations unies pour l'environnement et la conservation mondiale de la nature avec le soutien de l'UICN.

## Impacts sur les milieux naturels

### Pression sur les ressources

#### Pression sur les ressources non renouvelables
L’Irak détient les quatrièmes plus grandes réserves de pétrole.

## Pression sur les sols et l'eau

### Impacts de l'urbanisation

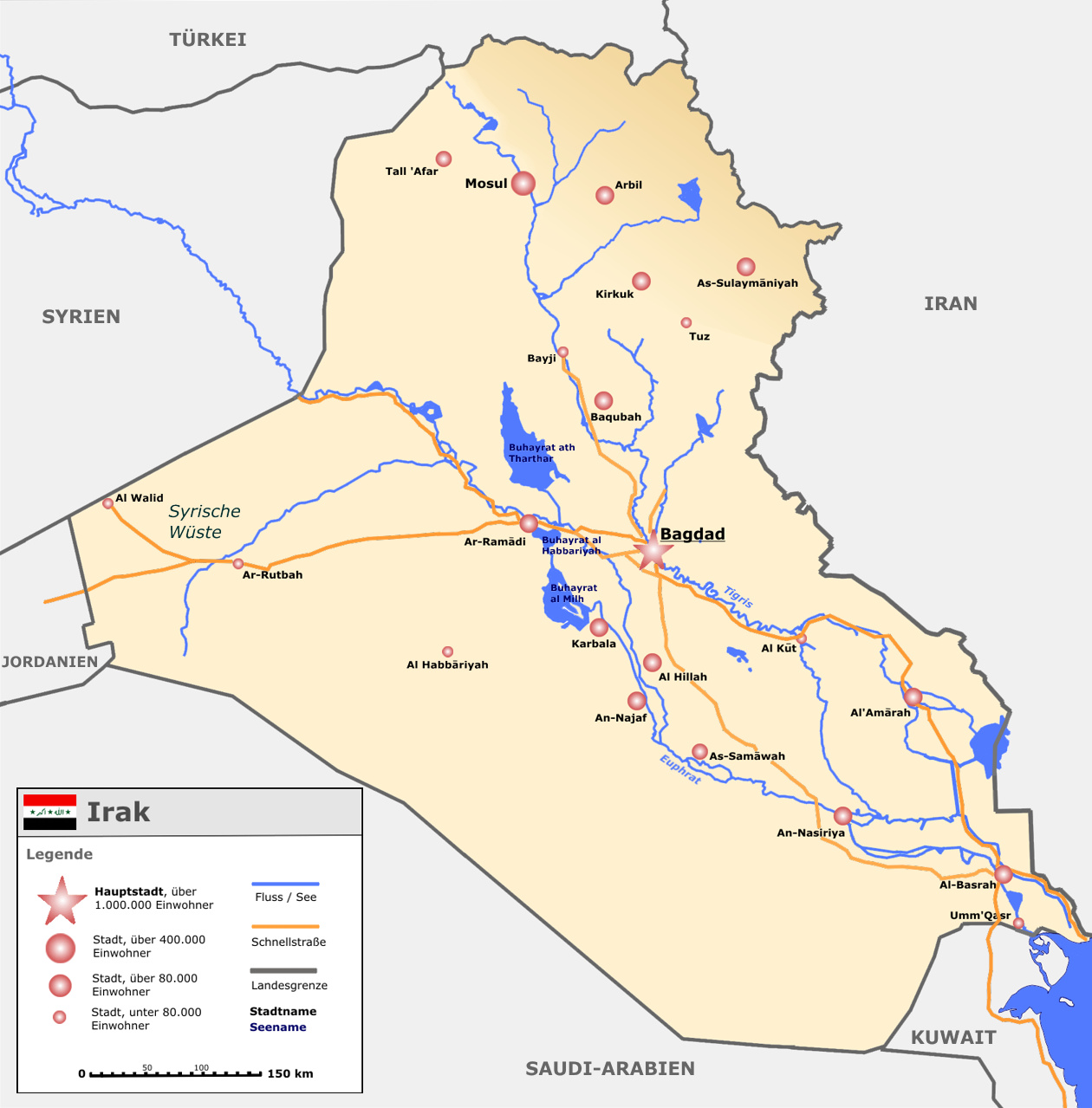
Carte des villes de l'Irak.

Les principales villes sont :
- Erbil
- Baaquba
- Bagdad
- Bayjî
- Bassorah
- Dohuk
- Falloujah
- Kerbala
- Kirkûk
- Mossoul
- Nadjaf
- Nassiriya
- Samarra
- Sulaymaniya

## L'exposition aux risques

### Réchauffement climatique et sécheresses
En 2021, à partir du début de l’été, l’Irak subit une canicule exceptionnelle, avec des températures dépassant les 50 °C.
Le site des Marais de Mésopotamie en Irak, classé au patrimoine mondial de l’Unesco, est menacé par différents facteurs cumulés : sécheresses, canicules, réductions du débit des fleuves par la Turquie et l’Iran et augmentation de la salinité.

## Politique environnementale de l'Irak
Saddam Hussein avait décidé de l'assèchement des zones humides au début des années 1990.